# Caesar fóruma
Julius Caesar fóruma (latinul Forum Julium vagy Caesaris) a római császárfórumok egyike, mely a császárkorban a VIII. Forum Romanum regióhoz tartozott. Nerva fórumával állt szomszédságban, a Curia mögött terült el. Ma a via del Carcere Tulliano-n helyezkedik el.
Julius Caesar száz millió sestertiuson vásárolta meg a földterületet, ahol az épületegyüttes emelkedett. A házak megvásárlása és lerombolása így egy vagyont jelentett. Caesear galliai hadizsákmányát áldozta fel erre a célra.    
A négyszögű fórum közepén állott a pharsalusi ütközetben fogadott Templum Veneris Genetricis, azaz Venus Genetrix temploma, melyet i. e. 46-ban szentelték fel. Julius Caesar az istennőtől eredeztette magát. A templom falai között magasodott egykor Venus és Cleopatra szobra. A templomból ma csupán három korinthoszi oszlop és az emelvény maradt fenn. Előtte helyezkedett el a ma már nem létező Caesar-lovasszobor, mely eredetileg bronzból készült.
Az egész fórumot két oldalról oszlopcsarnok vette körül, s előtte üzletek sora emelkedett, ám mindez i. sz. 80-ban tűz áldozatává vált. Domitianus és Traianus később az oszlopsort újjáépíttették. 
A fórum csak bejelentkezéssel, engedéllyel látogatható. A Via dei Fiori Imperialiról viszont be lehet látni romjaira.  